# Eugen Fürstenberger
Eugen W. Fürstenberger (Herrlisheim, 12 febbraio 1880 – Hawthorne, 15 febbraio 1975) è stato un ginnasta tedesco.

## Carriera
Partecipò ai Giochi della II Olimpiade che si svolsero a Parigi nel 1900. Prese parte all'unica gara di ginnastica in programma, in cui giunse cinquantatreesimo.